# Polos (rhéteur)
Pour les articles homonymes, voir Polos.
Polos (en grec ancien Πῶλος) est un sophiste du Ve siècle av. J.-C., sicilien originaire d'Acragas. 

## Biographie
Disciple de Licymnios de Chios, élève sophiste et sectateur de Gorgias, Platon le mentionne dans le Phèdre et le met en scène dans le Gorgias, où il est l'un des interlocuteurs de Socrate. Aristote, le cite et lui donne raison : « Polos dit, avec raison, que c'est l'expérience qui fait l'art, et l'inexpérience le hasard ».

## Sources
- Luc Brisson (dir.) (trad. du grec ancien par Catherine Dalimier), Cratyle : Platon, Œuvres complètes, Paris, Éditions Flammarion, 2008 (1re éd. 2006), 2204 p. (ISBN 978-2-08-121810-9).
- Pierre Pellegrin (dir.), Marie-Paule Duminil et Annick Jaulin (trad. du grec ancien), Aristote, Œuvres complètes, Paris, Éditions Flammarion, 2014, 2923 p. (ISBN 978-2-08-127316-0), Métaphysique (Livre A).